# 山月丸
山月丸（やまづきまる）は山下汽船の貨物船。

## 概要
東洋汽船は海運業界の好景気により、日本郵船へ傭船する条件で資金を調達して大型貨物船を建造することにした。こうして建造されたのが善洋丸級貨物船で、東洋汽船の他、山下汽船および東洋海運の3社で合計7隻を建造し所有した。山月丸はそのうちの1隻で、同型船は善洋丸、慶洋丸、山霧丸、多摩川丸、淀川丸、加茂川丸。
船型としては、三菱重工横濱船渠が新興商船向けに建造した新興丸級貨物船を改良したもので、木材や穀物の積載に向くよう設計されており、また大型の冷蔵貨物倉を有した。

## 船歴
山月丸は姉妹船山霧丸と共に、東洋汽船の傍系であった大洋興業が三菱重工横濱船渠に発注した大型貨物船で、就航後は山下汽船が傭船する予定であった。これは山下汽船が1937年（昭和12年）10月に極東とニューヨーク・南米間の航路を開設し、同航路用に大型貨物船を充当する予定だったためであった。しかし山月丸・山霧丸の建造中に大洋興業が三井物産船舶部に買収されたため、山下汽船は山月丸・山霧丸と、三井物産船舶部所有の宝永山丸（6,037トン）を購入した。
そんな紆余曲折がありながらも山月丸は1937年7月15日に起工。同年12月3日に進水し、1938年（昭和13年）2月19日に竣工。船名は山下汽船所有船の「山○丸」という命名慣例に沿って命名された。2月24日に処女航海に出発。
山月丸は1941年（昭和16年）までに7度の航海を行った。最後の航海の時は、日米関係悪化に伴いパナマ運河が通行できなくなったためホーン岬周りで帰国している。
11月15日、山月丸は日本陸軍に徴傭された。
12月、ダバオ・ホロ攻略に参加。攻略部隊の船団は3つに分けられ、山月丸は第一梯団に属した。第一梯団は第十五駆逐隊（親潮欠）と輸送船霧島丸（国際汽船、8,267トン）、山月丸、天城山丸（三井物産船舶部、7,620トン）、衣笠丸（国際汽船、8,407トン）他1隻からなっていた。攻略部隊はパラオから12月16日にまず第三梯団が出撃、次いで17日に第二梯団、第一梯団の順で出撃しダバオ攻略に向かった。20日、上陸作戦を行った。山月丸にはホロ攻略にあたる松本支隊が乗船していたが、上陸部隊が飛行場を占領できなかったため同隊も増援として上陸した。同日中にダバオは占領された。続いてホロ攻略が実施され、第二梯団に続いて第一梯団（山月丸）は親潮の護衛で23日にダバオから出撃。25日に上陸が行われ、ホロを占領した。
1942年（昭和17年）2月から3月、西部ジャワ攻略作戦に参加。攻略部隊は2月18日にカムラン湾から出撃した。「山月丸」は東海林支隊の船団（第四船隊）の一隻であった。同船団は山月丸と第三大源丸（名村汽船、5,380トン）、ぐらすごう丸（国際汽船、5,864トン）、諏訪丸（日本郵船、11,758トン）他3隻からなり、2月27日に他と別れ、3月1日にエレンタ沖泊地に進入。同日、上陸に成功した。
11月、ガダルカナル島への第二次船団輸送に参加。船団は第三十八師団主力や食料、弾薬を運ぶもので、第一分隊（長良丸（日本郵船、7,149トン）、宏川丸（川崎汽船、6,872トン）、佐渡丸（日本郵船、9,246トン）他2隻）と第二分隊（山月丸、山浦丸（6,798トン）、鬼怒川丸（東洋海運、6,936トン）、信濃川丸（東洋海運、7,504トン）他2隻）に分かれ、第二分隊の揚陸地点はエスペランスとなっていた。護衛は増援部隊（第十五駆逐隊（黒潮欠）、第二十四駆逐隊、第三十一駆逐隊、天霧、望月）であった。船団は12日にショートランドより出撃した。しかし、事前に飛行場制圧のため行う予定であった艦砲射撃が第三次ソロモン海戦第一夜戦が生起したため実施できず、船団は反転が命じられて13日11時にショートランドに戻った。同日15時30分に船団は再び出撃したが、翌日の日の出後に敵機に発見され、続いて空襲を受けた。この空襲で輸送船6隻が沈没、佐渡丸がショートランドへ引き返すこととなり、残るは鬼怒川丸、宏川丸、山浦丸、山月丸となった。同日夜、第三次ソロモン海戦第二夜戦が生起。海戦後増援部隊指揮官は擱坐揚陸を決め、船団は15日2時から3時ごろにタサファロング泊地で擱坐して揚陸を開始した。しかし、夜明け後に空襲や沿岸砲台、米駆逐艦ミード(USS Meade, DD-602)の攻撃で4隻とも炎上し、いずれも放棄された。
1944年（昭和19年）7月、山月丸の船骸は米軍の無人航空機TDR-1の標的として活用された。
終戦後の1950年代に船骸は解体されたとされる。

## ギャラリー

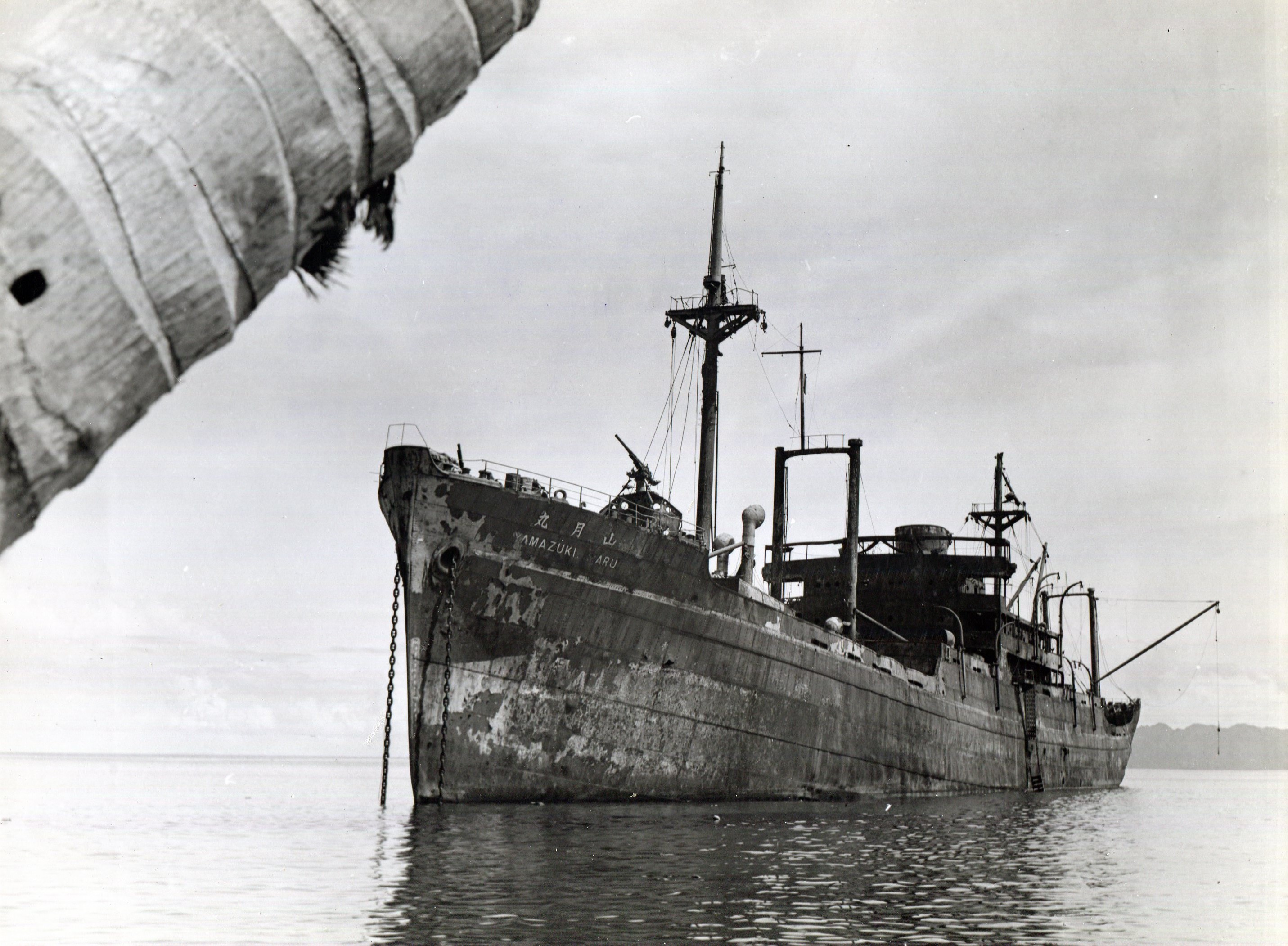
擱座した山月丸。
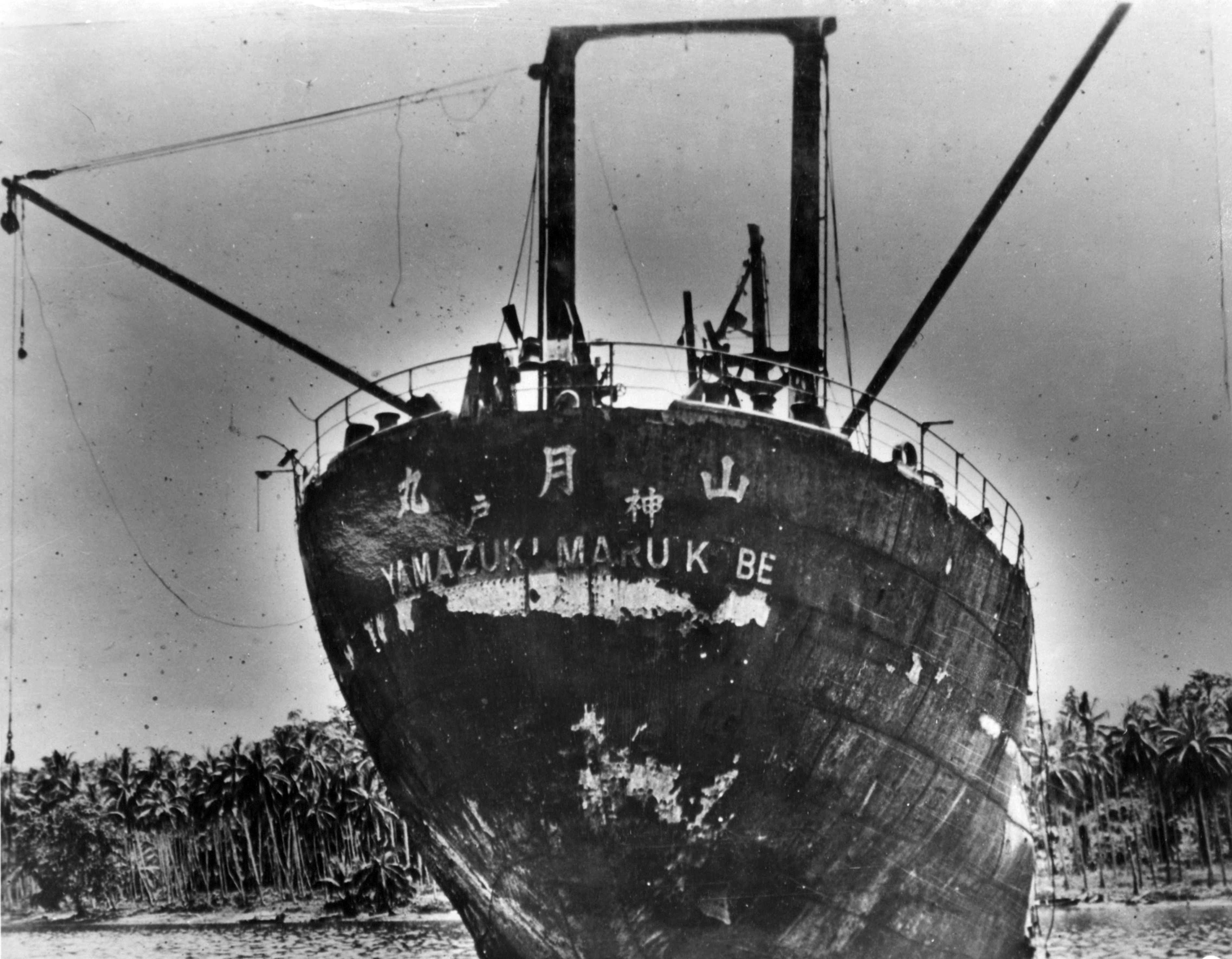
山月丸の船尾正面。
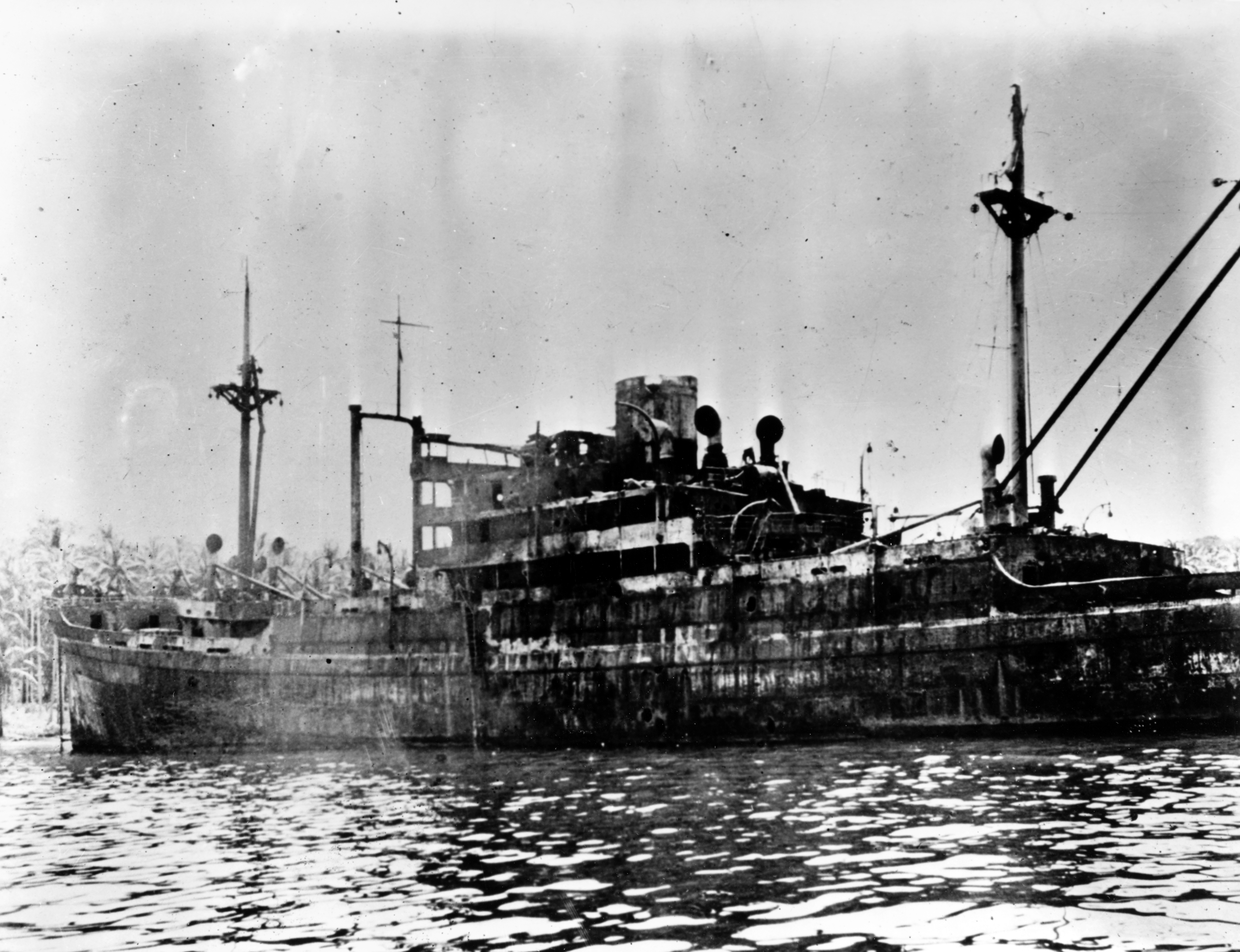
山月丸の船橋。
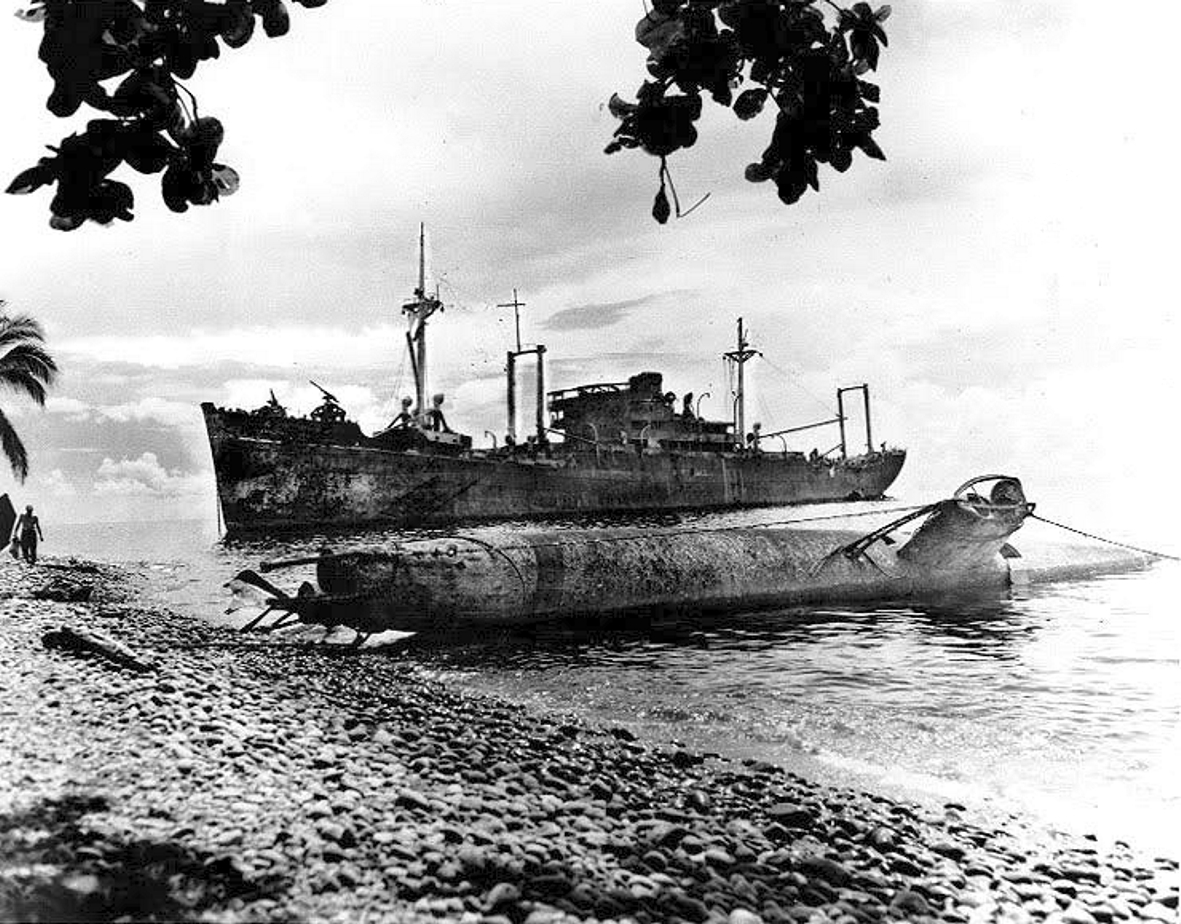
山月丸。手前で座礁傾斜しているのは甲標的。